# NBL 1993
Die NBL 1993 war die 15. Austragung der australasischen National Basketball League. Die mit vierzehn Teams aus Australien ausgetragene Meisterschaft begann am 16. April 1993 und endete am 31. Oktober 1993. Im Finale konnte sich die Melbourne Tigers in der Best-of-three-Serie gegen die Perth Wildcats in drei Spielen durchsetzen und damit ihren ersten Meistertitel erringen.

## Modus
Jedes Team trägt in der regulären Saison 13 Heim- und Auswärtsspiele aus. Die Spielzeit beträgt 4 × 12 Minuten. Die in der Endtabelle auf den Plätzen 1 bis 8 stehenden Teams qualifizieren sich für das Playoff-Viertelfinale. In diesem spielt der erste gegen den achten, der zweite gegen den siebten, der dritte gegen den sechsten und der vierte gegen den fünften. Die Sieger qualifizieren sich für das Halbfinale, in dem das bestgesetzte Team gegen das am nriedrigsten gesetzte Team spielt. Die beiden Sieger ziehen ins Finale ein. In allen Runden gilt der best of three-Modus.

## Mannschaften
| Mannschaft                 | Stadt                                  | Austragungsort                          | Plätze | Trainer                    |
| -------------------------- | -------------------------------------- | --------------------------------------- | ------ | -------------------------- |
| Adelaide 36ers             | Adelaide, South Australia              | Clipsal Powerhouse                      | 8.000  | Don Monson                 |
| Brisbane Bullets           | Brisbane, Queensland                   | Brisbane Entertainment Centre           | 13.500 | Bruce Palmer               |
| Canberra Cannons           | Canberra, Australian Capital Territory | AIS Arena                               | 5.200  | Barry Barnes               |
| Geelong Supercats          | Geelong, Victoria                      | Geelong Arena                           | 2.000  | Steve Breheny, Jim Calvin  |
| Gold Coast Rollers         | Gold Coast, Queensland                 | Carrara Indoor Stadium                  | 2.992  | Dave Claxton               |
| Hobart Tassie Devils       | Hobart Tasmania                        | Derwent Entertainment Centre            | 5.400  | Cal Bruton, Bill Tomlinson |
| Illawarra Hawks            | Wollongong, New South Wales            | Illawarra Basketball Stadium            | 2.000  | Alan Black                 |
| Melbourne Tigers           | Melbourne, Victoria                    | National Tennis Centre at Flinders Park | 15.400 | Lindsay Gaze               |
| Newcastle Falcons          | Newcastle, New South Wales             | Newcastle Entertainment Centre          | 4.658  | Tom Wiseman                |
| North Melbourne Giants     | Melbourne, Victoria                    | The Glass House                         | 7.200  | Brett Brown                |
| Perth Wildcats             | Perth, Western Australia               | Perth Entertainment Centre              | 8.200  | Adrian Hurley              |
| South East Melbourne Magic | Melbourne, Victoria                    | National Tennis Centre at Flinders Park | 15.400 | Brian Goorjian             |
| Sydney Kings               | Sydney, New South Wales                | Sydney Entertainment Centre             | 12.500 | Bob Turner                 |
| Townsville Suns            | Townsville, Queensland                 | Townsville Entertainment Centre         | 5.257  | Mark Bragg                 |

## Tabelle
Abschlusstabelle nach Ende der Hauptrunde
- Für das Play-off Viertelfinale qualifiziert

| Pl.  | Team                   | Spiele | Siege | Niederlagen | Siegquote | Punkte+ | Punkte- | Punktedifferenz | Heimbilanz | Auswärtsbilanz |
| ---- | ---------------------- | ------ | ----- | ----------- | --------- | ------- | ------- | --------------- | ---------- | -------------- |
| 01.  | Perth Wildcats         | 26     | 21    | 5           | 80,77 %   | 2709    | 2499    | +210            | 12:1       | 9:4            |
| 02.  | S.E. Melbourne Magic   | 26     | 20    | 6           | 76,92 %   | 2687    | 2365    | +322            | 12:1       | 8:5            |
| 03.  | Melbourne Tigers       | 26     | 16    | 10          | 61,54 %   | 2782    | 2668    | +114            | 10:3       | 6:7            |
| 04.  | Brisbane Bullets       | 26     | 16    | 10          | 61,54 %   | 2684    | 2571    | +113            | 9:4        | 7:6            |
| 05.  | Newcastle Falcons      | 26     | 15    | 11          | 57,69 %   | 2502    | 2508    | −6              | 9:4        | 6:7            |
| 06.  | Illawarra Hawks        | 26     | 15    | 11          | 57,69 %   | 2452    | 2462    | −10             | 10:3       | 5:8            |
| 07.  | Adelaide 36ers         | 26     | 14    | 12          | 53,85 %   | 2516    | 2449    | +67             | 9:4        | 5:8            |
| 08.  | North Melbourne Giants | 26     | 13    | 13          | 50,00 %   | 2653    | 2527    | +126            | 8:5        | 5:8            |
| 09.  | Canberra Cannons       | 26     | 12    | 14          | 46,15 %   | 2604    | 2608    | −4              | 9:4        | 3:10           |
| 010. | Gold Coast Rollers     | 26     | 12    | 14          | 46,15 %   | 2525    | 2559    | −34             | 9:4        | 3:10           |
| 011. | Sydney Kings           | 26     | 11    | 15          | 42,31 %   | 2523    | 2656    | −143            | 7:6        | 4:9            |
| 012. | Geelong Supercats      | 26     | 7     | 19          | 26,92 %   | 2692    | 2918    | −226            | 5:8        | 2:11           |
| 013. | Hobart Tassie Devils   | 26     | 6     | 20          | 23,08 %   | 2507    | 2736    | −229            | 3:10       | 3:10           |
| 014. | Townsville Suns        | 26     | 4     | 22          | 15,38 %   | 2623    | 2933    | −310            | 2:11       | 2:11           |

## Play-offs

### Modus
Die in der Endtabelle auf den Plätzen 1 bis 8 stehenden Teams qualifizieren sich für das Playoff-Viertelfinale. In diesem spielt der erste gegen den achten, der zweite gegen den siebten, der dritte gegen den sechsten und der vierte gegen den fünften. Die Sieger qualifizieren sich für das Halbfinale, in dem das bestgesetzte Team gegen das am nriedrigsten gesetzte Team spielt. Die beiden Sieger ziehen ins Finale ein. In allen Runden gilt der best of three-Modus.

### Spiele
|  | Viertelfinale | Viertelfinale          | Viertelfinale    | Viertelfinale | Viertelfinale |                      |                  | Halbfinale     | Halbfinale | Halbfinale | Halbfinale | Halbfinale |  |  | Finale | Finale | Finale | Finale | Finale |
|  |               |                        |                  |               |               |                      |                  |                |            |            |            |            |  |  |        |        |        |        |        |
|  | 1             | Perth Wildcats         | 101              | 108           | 117           |                      |                  |                |            |            |            |            |  |  |        |        |        |        |        |
|  | 8             | North Melbourne Giants | 105              | 98            | 104           |                      |                  |                |            |            |            |            |  |  |        |        |        |        |        |
|  | 8             | North Melbourne Giants | 105              | 98            | 104           | 1                    | Perth Wildcats   | 97             | 120        | 119        |            |            |  |  |        |        |        |        |        |
|  |               |                        |                  |               |               | 1                    | Perth Wildcats   | 97             | 120        | 119        |            |            |  |  |        |        |        |        |        |
|  |               | 4                      | Brisbane Bullets | 101           | 107           | 80                   |                  |                |            |            |            |            |  |  |        |        |        |        |        |
|  | 4             | 4                      | Brisbane Bullets | 101           | 107           | 80                   | Brisbane Bullets | 125            | 122        |            |            |            |  |  |        |        |        |        |        |
|  | 4             |                        |                  |               |               |                      | Brisbane Bullets | 125            | 122        |            |            |            |  |  |        |        |        |        |        |
|  | 5             | Newcastle Falcons      | 99               | 118           |               |                      |                  |                |            |            |            |            |  |  |        |        |        |        |        |
|  |               |                        |                  |               |               |                      | 1                | Perth Wildcats | 113        | 112        | 102        |            |  |  |        |        |        |        |        |
|  |               | 3                      | Melbourne Tigers | 117           | 105           | 104                  |                  |                |            |            |            |            |  |  |        |        |        |        |        |
|  | 3             | Melbourne Tigers       | 107              | 108           |               |                      |                  |                |            |            |            |            |  |  |        |        |        |        |        |
|  | 6             | Illawarra Hawks        | 95               | 98            |               |                      |                  |                |            |            |            |            |  |  |        |        |        |        |        |
|  | 6             | Illawarra Hawks        | 95               | 98            | 2             | S.E. Melbourne Magic | 106              | 72             |            |            |            |            |  |  |        |        |        |        |        |
|  |               |                        |                  |               |               | S.E. Melbourne Magic | 106              | 72             |            |            |            |            |  |  |        |        |        |        |        |
|  |               | 3                      | Melbourne Tigers | 108           | 89            |                      |                  |                |            |            |            |            |  |  |        |        |        |        |        |
|  | 2             | 3                      | Melbourne Tigers | 108           | 89            | S.E. Melbourne Magic | 99               | 102            |            |            |            |            |  |  |        |        |        |        |        |
|  | 2             |                        |                  |               |               |                      | 99               | 102            |            |            |            |            |  |  |        |        |        |        |        |
|  | 7             | Adelaide 36ers         | 93               | 87            |               |                      |                  |                |            |            |            |            |  |  |        |        |        |        |        |

## Individuelle Auszeichnungen
- Most Valuable Player der regulären Saison (Andrew Gaze Trophy): Robert Rose (S.E. Melbourne Magic)
- Rookie of the Year: Chris Blakemore (Adelaide 36ers)
- Best Defensive Player (Damian Martin Trophy): Terry Dozier (Newcastle Falcons)
- Coach of the Year (Lindsay Gaze Trophy): Alan Black (Illawarra Hawks)
- NBL Most Improved Player: Scott Ninnis (Adelaide 36ers)
- All-NBL First Team:
  - Robert Rose (S.E. Melbourne Magic)
  - Andrew Gaze (Melbourne Tigers)
  - Leroy Loggins (Brisbane Bullets)
  - Melvin Thomas (Illawarra Hawks)
  - Terry Dozier (Newcastle Falcons)

- Grand Final Series MVP (Larry Sengstock Medal): Ricky Grace (Perth Wildcats)